# Tracy M. Sonneborn
Tracy Morton Sonneborn (* 19. Oktober 1905 in Baltimore, Maryland; † 26. Januar 1981 in Bloomington, Indiana) war ein US-amerikanischer Protozoologe und Genetiker.

## Leben
Sonneborn erwarb 1925 an der Johns Hopkins University einen Bachelor in Englisch und 1928 bei dem Philosophen und Genetiker Herbert Spencer Jennings (1868–1947)  einen Ph.D. in Zoologie. Anschließend arbeitete er als Forschungsassistent an der Johns Hopkins University. 1929 heiratete er Ruth Meyers; das Paar hatte zwei Söhne. 1939 wechselte Sonneborn als Associate Professor für Zoologie an die Indiana University in Bloomington, wo er den Rest seiner wissenschaftlichen Laufbahn verbrachte. 1943 erhielt er eine ordentliche Professur, 1953 den Titel eines Distinguished Professor.
1976 wurde Sonneborn emeritiert, blieb aber noch bis kurz vor seinem Tod wissenschaftlich aktiv.

## Wirken
Sonneborn untersuchte Pantoffeltierchen (Paramecium) und beschrieb verschiedene Formen der Paarung (Konjugation). Aufbauend auf die Arbeiten von Joshua Lederberg und Edward L. Tatum beschäftigte er sich mit Mendelschen und nicht-Mendelschen Formen der Vererbung. Hierbei entdeckte er Faktoren der zytoplasmatischen und epigenetischen Vererbung, die trichozystische Nicht-Teilung und den Doublet-Phänotyp von Paramecium.
Sonneborn veröffentlichte mehr als 230 Arbeiten, darunter zahlreiche systematische Übersichtsarbeiten (Reviews).

## Auszeichnungen (Auswahl)
- 1946 Newcomb Cleveland Research Prize der American Association for the Advancement of Science
- 1946 Mitglied der National Academy of Sciences[1]
- 1949 Mitglied der American Academy of Arts and Sciences[2]
- 1949 Präsident der Genetics Society of America[3]
- 1952 Mitglied der American Philosophical Society[4]
- 1958 Kimber Genetics Award der National Academy of Sciences[5]
- 1964 Auswärtiges Mitglied der Royal Society[6]
- 1965 Mendel-Medaille der Tschechoslowakischen Akademie der Wissenschaften

Sonneborn hielt Ehrendoktorate folgender Universitäten: Johns Hopkins University (1957), Northwestern University (1975), Universität Genf (1975), Indiana University (1978), Universität Münster (1979). Die Indiana University vergibt seit 1986 den Tracy M. Sonneborn Award für herausragende Lehre und Forschung.